# Orta Nova
Orta Nova ist eine italienische Ortschaft mit 16.645 Einwohnern (Stand 31. Dezember 2023) im Süden Italiens, östlich von Neapel. Es gehört zur Provinz Foggia und zur Region Apulien (Regione Puglia).

## Geografie
Orta Nova liegt mitten in der Ebene Tavoliere delle Puglie. Der Ort liegt etwa 35 km südöstlich von Foggia. Die Nachbargemeinden sind Ascoli Satriano, Carapelle, Cerignola, Ordona, Stornara und Stornarella.

## Geschichte
Erstmals in einer Urkunde erwähnt wurde Orta im Jahr 1142.

### Bevölkerungsentwicklung
| Jahr      | 1861  | 1881  | 1901  | 1921  | 1936   | 1951   | 1971   | 1991   | 2006   | 2016   |
| Einwohner | 3.742 | 4.471 | 6.981 | 9.263 | 10.242 | 13.392 | 12.726 | 16.942 | 17.812 | 17.808 |

Quelle: ISTAT

## Sprache
Die Provinz Foggia grenzt an die Region Kampanien (Campania) mit der Hauptstadt Neapel. Daher ist der ortesische Dialekt sehr stark vom Neapolitanischem beeinflusst und unterscheidet sich nur in wenigen Wörtern. Die ortesischen Einwohner reden heute noch den Dialekt U Dialett'Ortais.

## Wirtschaft
Die Region um Orta Nova ist vorwiegend landwirtschaftlich geprägt. Neben dem Weinbau werden hauptsächlich Weizen, Olivenöl und Gemüse produziert. Das gastronomische Angebot in Orta Nova wird vor allem durch Pizzerien bestimmt.

### Wein
Es werden Rot- und Roséweine in DOC-Qualität hergestellt.

### Kulinarische Spezialität
Schafe und Ziegen aus der Umgebung liefern die Grundlage für eine ortesische Spezialität, die Turcinelli (Würste aus Innereien von Lamm und Zicklein, lokale Bezeichnung: turcinill).

## Söhne und Töchter der Stadt
- Gaetano Di Pierro (* 1948), römisch-katholischer Ordensgeistlicher und Bischof von Farafangana in Madagaskar